# 956 Elisa
956 Elisa eller 1921 JW är en asteroid i huvudbältet, som upptäcktes den 8 augusti 1921 av den tyske astronomen Karl Wilhelm Reinmuth i Heidelberg. Den är uppkallad efter upptäckarens mor Elisa Reinmuth.
Asteroiden har en diameter på ungefär 10 kilometer och den tillhör asteroidgruppen Flora.